# Jarmina
Jarmina è un comune della Croazia di 2 627 abitanti della Regione di Vukovar e della Sirmia.